# Dicranota rostrifera
Dicranota (Rhaphidolabis) rostrifera là một loài ruồi trong họ Pediciidae. Chúng phân bố ở vùng Tân nhiệt đới.